# Ampithoe sectimana
Ampithoe sectimana is een vlokreeftensoort uit de familie van de Ampithoidae. De wetenschappelijke naam van de soort is voor het eerst geldig gepubliceerd in 1982 door Conlan & Bousfield.